# ديانا (فلم)
ديانا (بالإنجليزية: Diana) هو فيلم دراما أُصدر في بريطانيا وفرنسا سنة 2013. الفيلم من إخراج أوليفير هيرشبيجيل وكتابة ستيفن جيفريز.

## القصة
تدور أحداث الفيلم عن آخر سنتين في حياة الأميرة ديانا

## الممثلون والشخصيات
- نعومي واتس (بدور: ديانا أميرة ويلز)
- نافين أندروز (بدور: حسنات خان)
- كاس أنفار (بدور: دودي الفايد )

## انتقادات للفيلم
لم يلق فيلم «ديانا» ترحيبا من قِبل النقاد. وأبدى جراح القلب الباكستاني حسنات خان انزعاجه من طريقة تناول علاقته بالأميرة ديانا.

## روابط خارجية
- مقالات تستعمل روابط فنية بلا صلة مع ويكي بيانات